# Carlo Cerri
Carlo Cerri (Roma, 14 settembre 1610 – Roma, 14 maggio 1690) è stato un cardinale e vescovo cattolico italiano.

## Biografia
Nacque a Roma il 14 settembre 1610. Studiò presso l'Università della Sapienza di Roma, dove ottenne il dottorato in legge nel 1629.
Papa Clemente IX lo elevò al rango di cardinale nel concistoro del 29 novembre 1669.
Partecipò a tre conclavi:
- Conclave del 1669-1670 che elesse papa Clemente X
- Conclave del 1676 che elesse papa Innocenzo XI
- Conclave del 1689 che elesse papa Alessandro VIII

Morì il 14 maggio 1690 all'età di 79 anni. Fu sepolto nella chiesa del Gesù, nella cappella di san Carlo, che era anche della famiglia, i cui lavori erano stati da lui portati a termine; il 26 giugno gli furono rese a Ferrara solenni onoranze.

## Genealogia episcopale
La genealogia episcopale è:
- Cardinale Guillaume d'Estouteville, O.S.B.Clun.
- Papa Sisto IV
- Papa Giulio II
- Cardinale Raffaele Sansone Riario
- Papa Leone X
- Papa Clemente VII
- Cardinale Antonio Sanseverino, O.S.Io.Hieros.
- Cardinale Giovanni Michele Saraceni
- Papa Pio V, O.P.
- Cardinale Innico d'Avalos d'Aragona, O.S.Iacobi
- Cardinale Scipione Gonzaga
- Patriarca Fabio Biondi
- Papa Urbano VIII
- Cardinale Cosimo de Torres
- Cardinale Pier Luigi Carafa
- Cardinale Federico Sforza
- Cardinale Carlo Cerri